# 96623 Leani
96623 Leani è un asteroide della fascia principale. Scoperto nel 1999, presenta un'orbita caratterizzata da un semiasse maggiore pari a 2,3433239 UA e da un'eccentricità di 0,1328409, inclinata di 6,25559° rispetto all'eclittica.
È intitolato ad Achille Leani, astronomo cremonese, morto nel 2004.